# Sokolovac
Sokolovac è un comune della Croazia di 3 964 abitanti della regione di Koprivnica e Križevci.